# Кіндердайкські вітряки
Кіндердайкські вітряки (нід. Molens van Kinderdijk) — група з 19 монументальних вітряних млинів, розміщених у польдері Алблассервард, в провінції Південна Голландія, Нідерланди. Більшість млинів відносяться до селища Кіндердайк і лише один з них — до муніципалитету Алблассердам. Вітряки будувалися з 1738-го по 1940-ві роки з метою вирішення проблеми з водою в польдері. Нині це місце найбільшої концентрації старих вітряків у Нідерландах і один з найвідоміших голландських туристичних об'єктів. З 1997 року Кіндердайкські вітряки під захистом Всесвітньої спадщини ЮНЕСКО.

## Галерея

Кіндердайкські вітряки
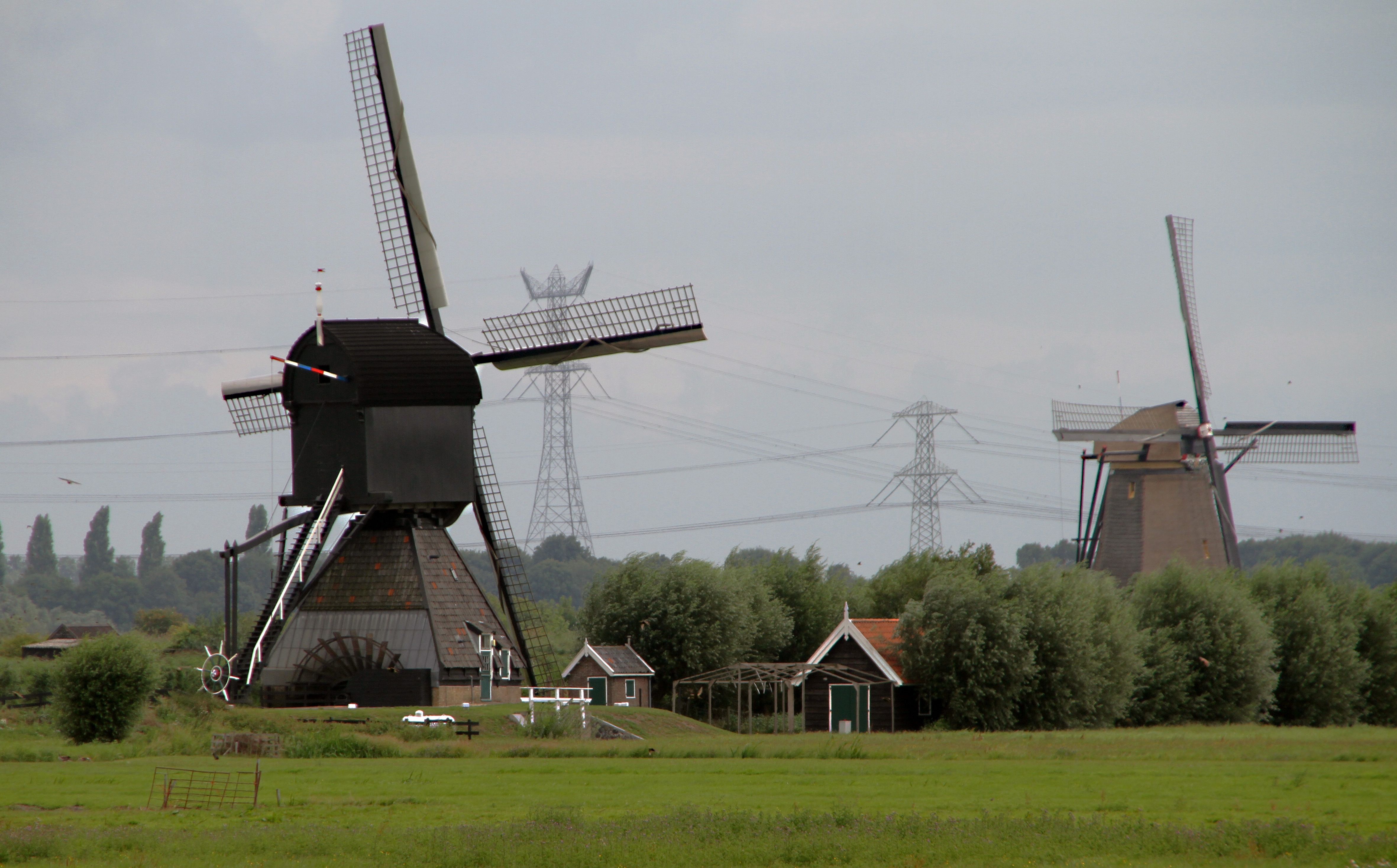
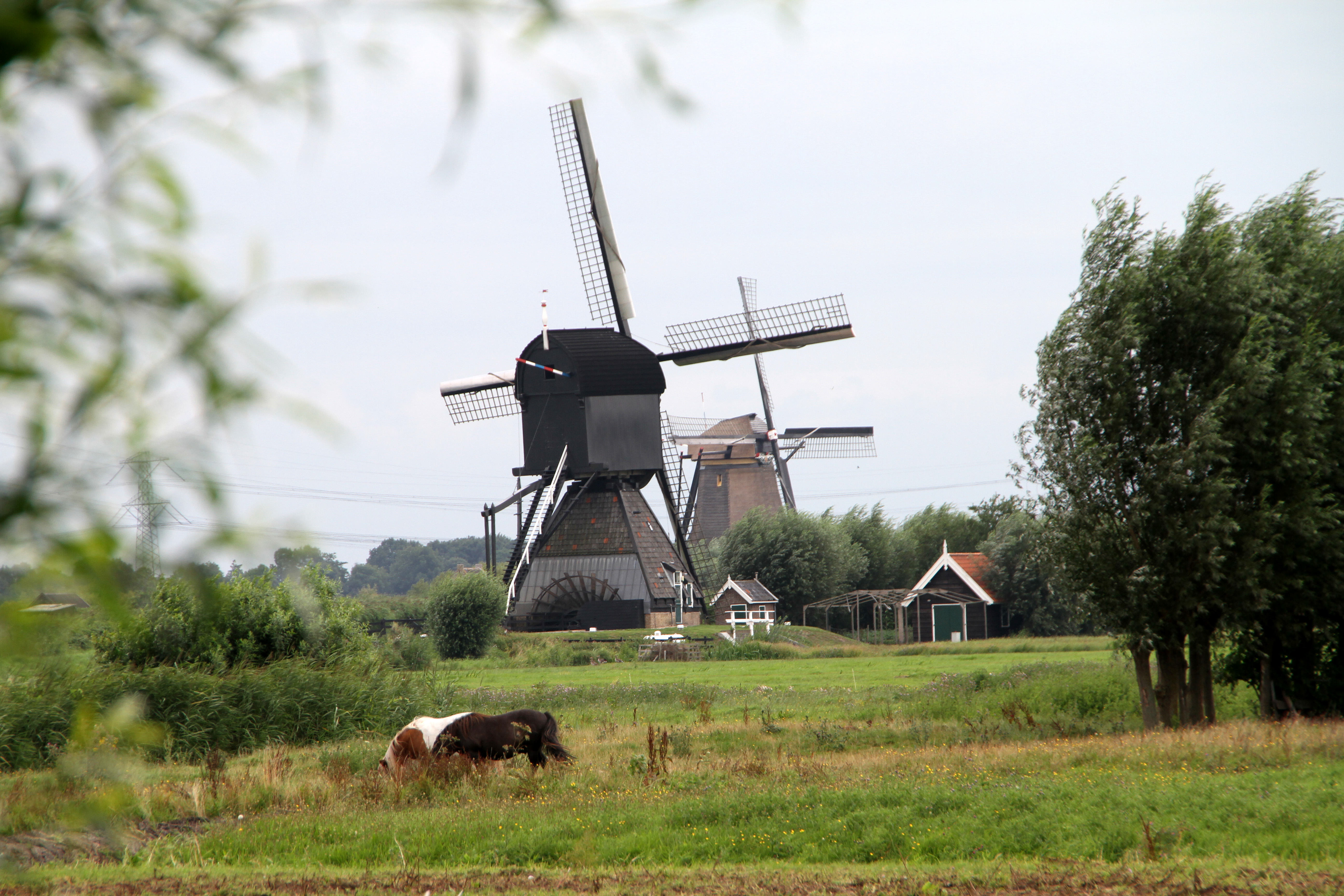
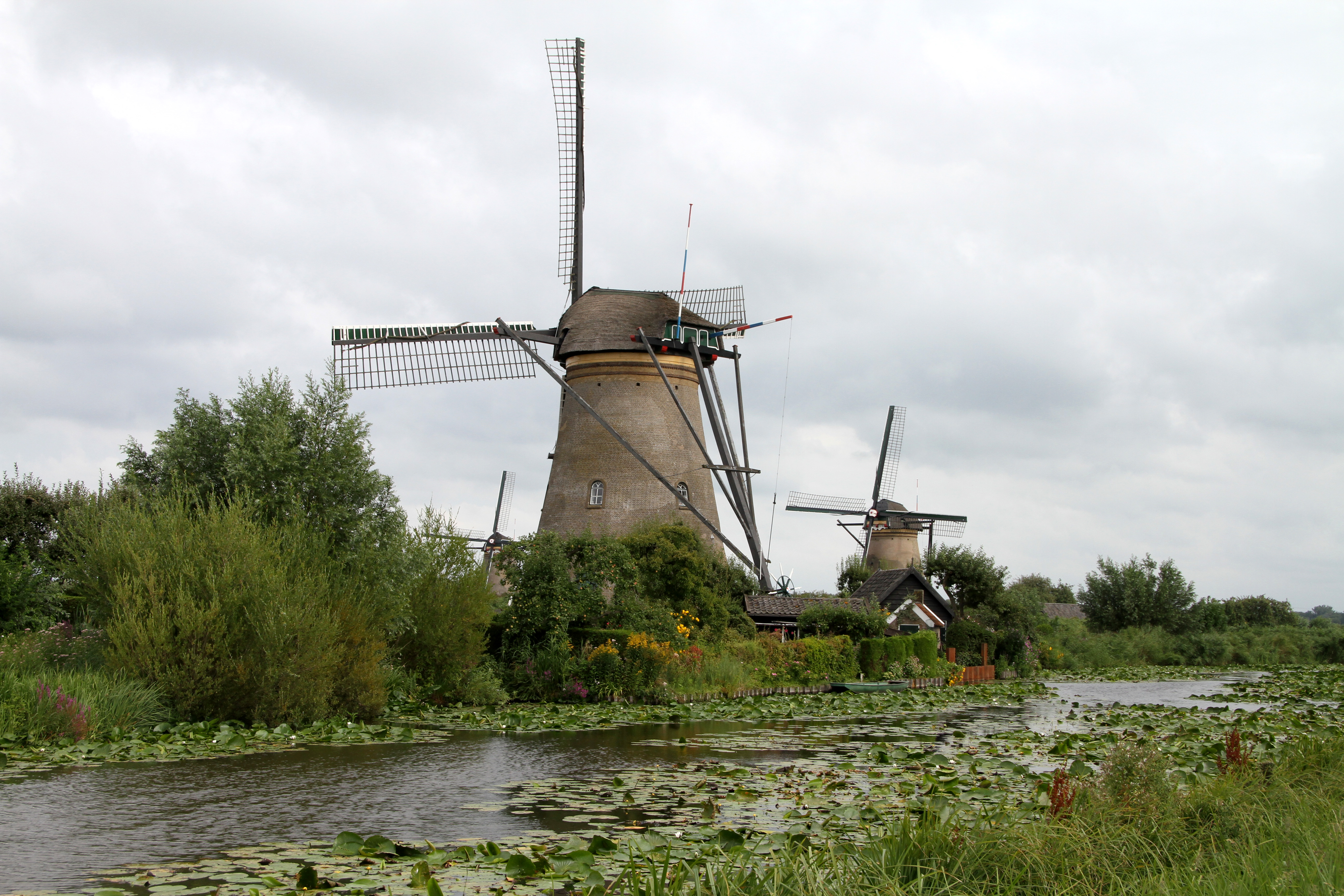
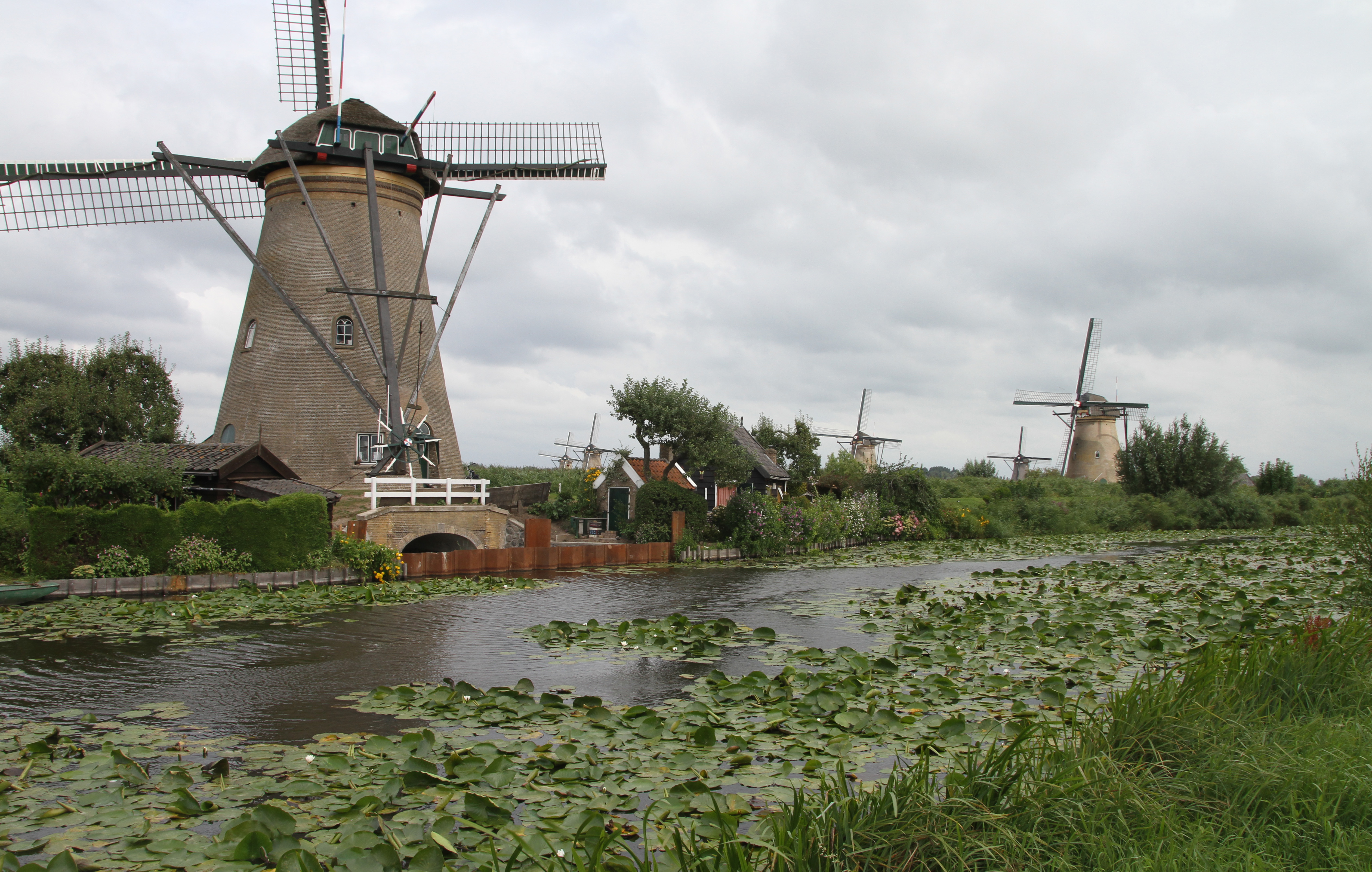
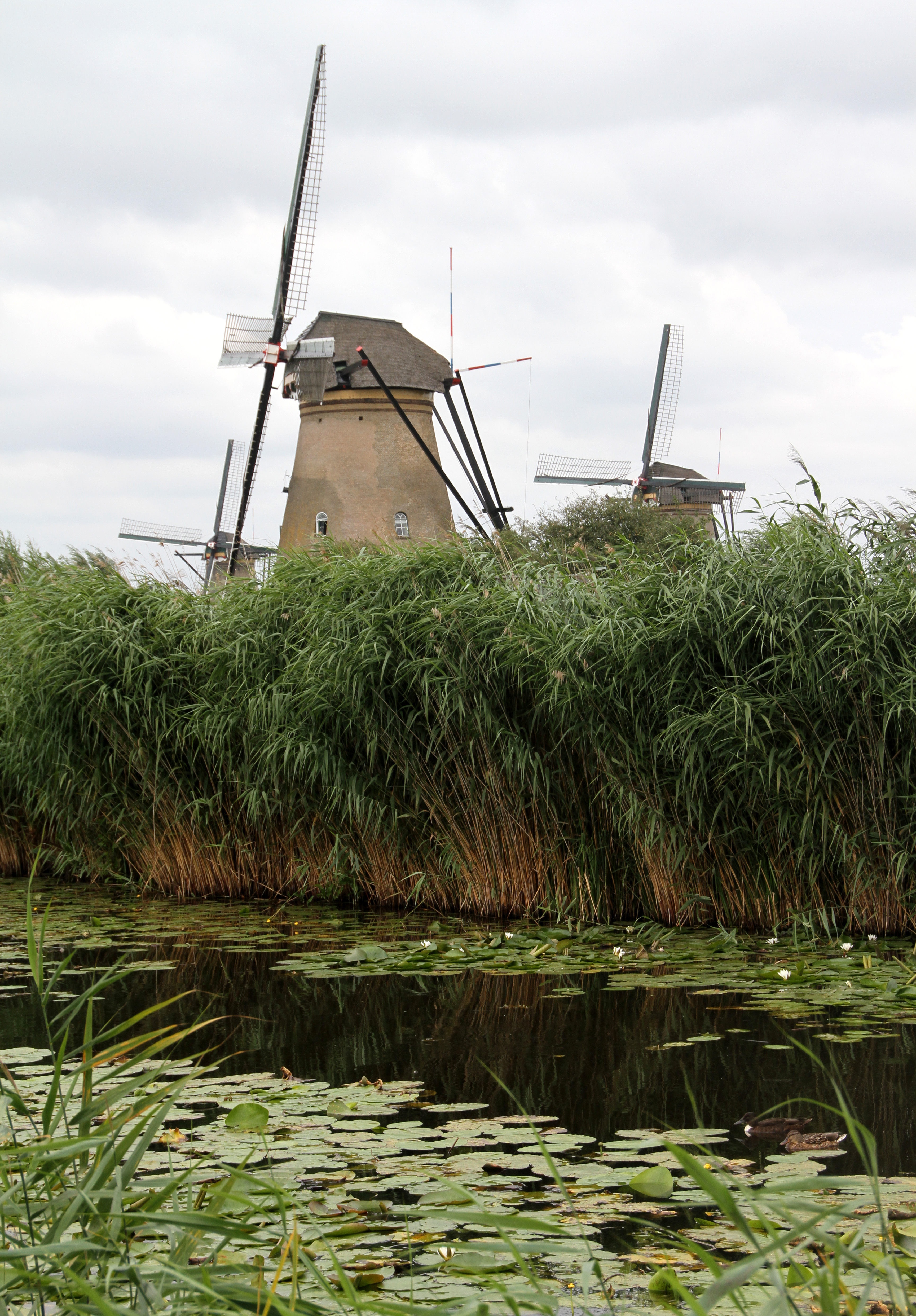
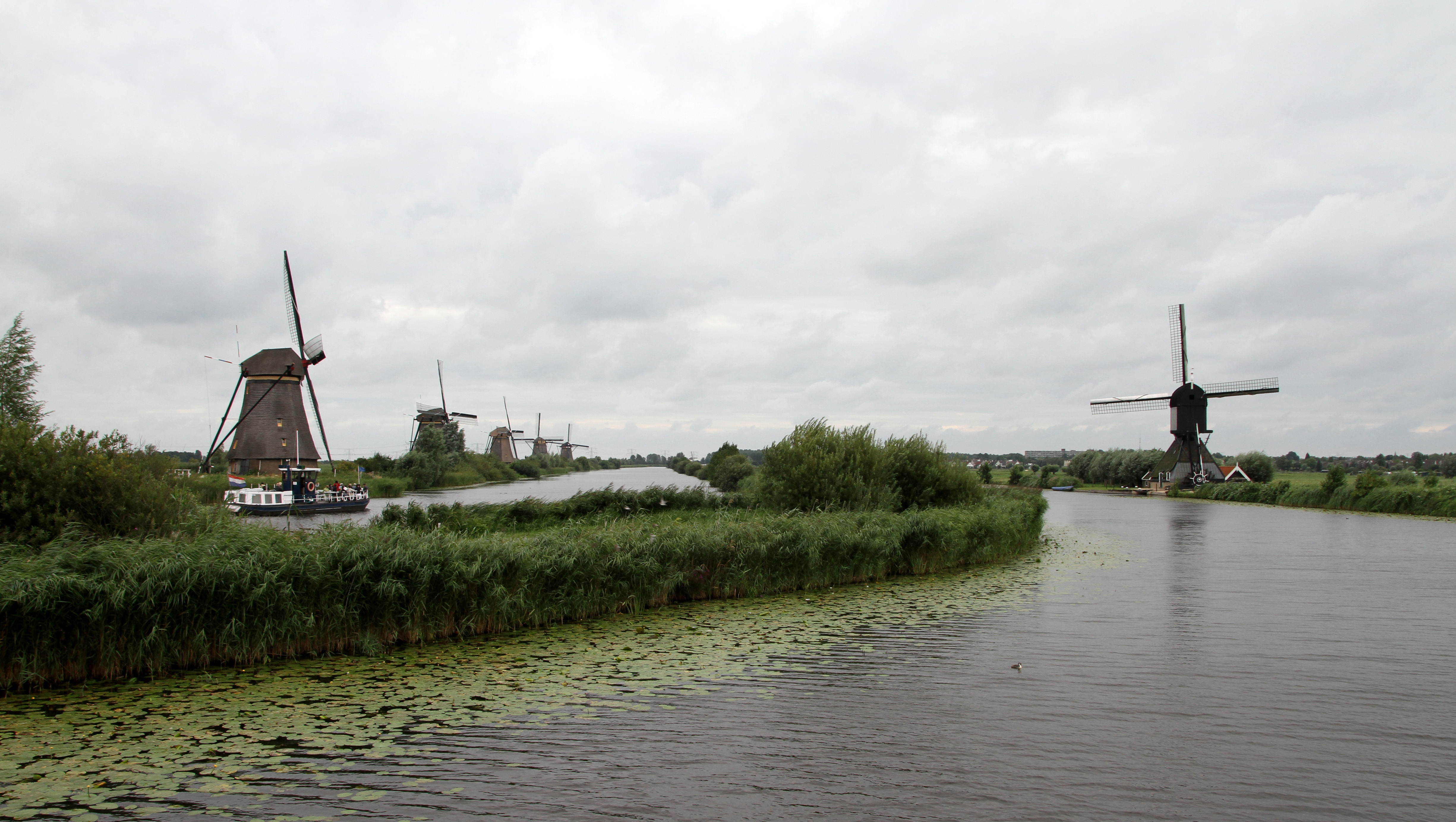